# 公子緤
公子緤（?—?），中国战国时期赵国的公子。赵成侯二十五年（前350年），赵成侯去世。公子緤与太子语争夺君位，公子緤失败，逃亡到韩国，太子语即位为赵肃侯。